# Kopsenni
Kopsenni är ett berg i Färöarna (Kungariket Danmark).   Det ligger i sýslan Streymoyar sýsla, i den norra delen av landet, 30 km nordväst om huvudstaden Tórshavn. Toppen på Kopsenni är 789 meter över havet. Kopsenni är det högsta berget på ön Streymoy.
Terrängen runt Kopsenni är kuperad. Havet är nära Kopsenni västerut. Runt Kopsenni är det ganska tätbefolkat, med 58 invånare per kvadratkilometer. Närmaste större samhälle är Vestmanna, 8,5 km söder om Kopsenni. Trakten runt Kopsenni består i huvudsak av gräsmarker.